# GE Aerospace
GE Aerospace (anteriormente GE Aviation), uma ex-subsidiária da General Electric, tem sua sede em Evendale, próximo a Cincinnati. A GE Aviation está entre os maiores fornecedores de motores aeronáuticos, oferecendo em sua maioria para aviões comerciais. A GE Aviation é parte do conglomerado General Electric, que é hoje uma das maiores corporações do mundo. A divisão operou sob o nome de General Electric Aircraft Engines (GEAE) até Setembro de 2005. Os principais concorrentes da GE Aviation no mercado de motores são a Rolls-Royce e a Pratt & Whitney. A GE opera consórcios com a Snecma, da França, CFM International e CFM Materials.

## História

### Primeiros anos
A General Electric tinha uma longa história no trabalho de turbinas de vapor, voltando até o início do século vinte. Em 1903 eles contrataram Sanford Alexander Moss que, em tempo, iniciou o desenvolvimento de turbocompressores na GE. Isto levou a uma séria de voos que bateram recordes nos dez anos seguintes. Antes, o voo em alta altitude era limitado, mas nos anos que antecederam a Segunda Guerra Mundial, eles se tornaram um equipamento padrão em praticamente todas as aeronaves militares. A GE foi um líder mundial nesta tecnologia; a maior parte das outras empresas se concentraram em turbocompressores mecanicamente mais simples girados pelo próprio motor, enquanto que a GE focou em desenvolver um sistema que utilizasse os gases de exaustão, que ofereciam um desempenho superior.
Isto fez naturalmente com que eles começassem a desenvolver motores a jato quando o motor W.1 de Frank Whittle foi demonstrado para Hap Arnold em 1941. Uma licença de produção foi acordada em Setembro e muitos dos motores de teste do W.1 existentes foram enviados para os Estados Unidos para serem estudados, onde foram convertidos para manufatura norte-americana como I-A. A GE rapidamente iniciou a produção de versões melhores; O I-16 foi produzido em números limitados, iniciando em 1942 e o ainda mais poderoso I-40 o seguiu em 1944, que motorizou o primeiro caça a jato pronto para combate, o P-80 Shooting Star.
Os primeiros trabalhos foram realizados nas instalações da GE em Syracuse (turbina a vapor) e Lynn, MA (turbocompressor), mas logo foram concentrados na fábrica de Lynn. Em 31 de Julho de 1945 a fábrica de Lin se tornou a "Divisão de Turbina a Gás para Aeronaves (em inglês:  Aircraft Gas Turbine Division). A GE repetidamente não foi capaz de entregar motores suficientes de acordo com a demanda do Exército e da Marinha dos Estados Unidos, e a produção do I-40 (agora conhecido como J33) também foi entregue à Allison Engines em 1944. Após o fim da guerra, o Exército dos Estados Unidos cancelou seus pedidos de compra dos J33 construídos pela GE e voltou sua atenção completamente para a Allison, e a fábrica de Syracuse foi então fechada.

### Expansão militar e civil

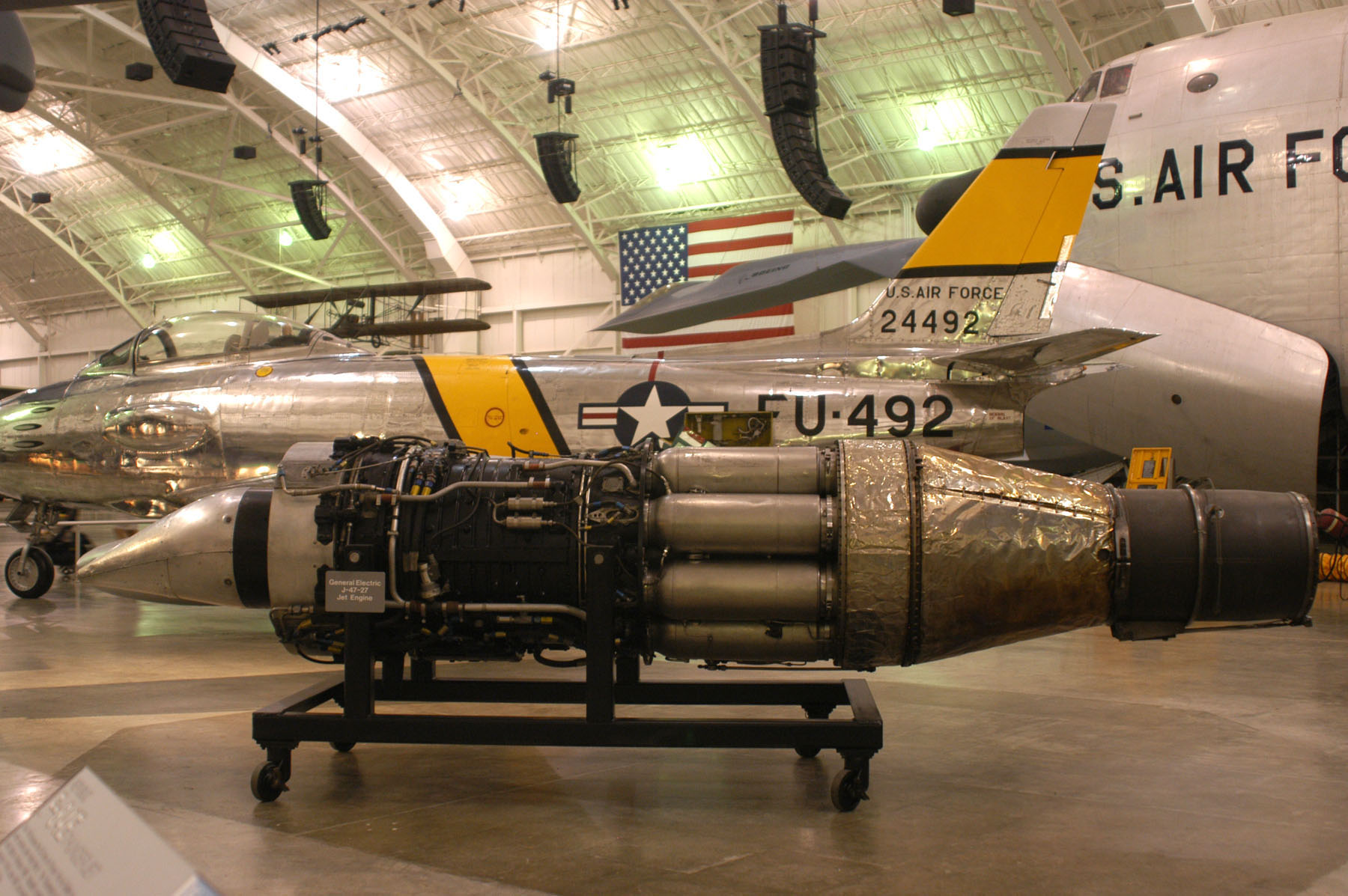
O J47 teve mais de 30.000 unidades produzidas

Estas mudanças levaram a debate sobre a companhia permanecer no mercado de motores aeronáuticos. Entretanto, os engenheiros de Lynn se apressaram em desenvolver um novo motor, o TG-180, que foi designado J35 pelos militares norte-americanos.
Fundos de desenvolvimento foram voltados em 1946 para uma versão mais potente do projeto, o TG-190. Este motor finalmente emergiu como o famoso General Electric J47, que recebeu grande demanda para inúmeras aeronaves militares; uma segunda fábrica próximo a Cincinnati foi aberta. A produção do J47 passou das 30 000 unidades quando a linha de produção foi encerrada em 1956. Uma melhoria do J47 feita por Patrick Clarke em 1957 levou ao J73, e partir deste para o ainda mais potente J79. O J79 foi o segundo motor mais bem sucedido da GE, com uma produção de 17 000 unidades entregues para vários países. As equipes GE e da Lockheed que desenvolveram o J79 e o caça F-104 receberam o Troféu Collier em 1958 por conquistas técnicas excepcionais na aviação. Outros sucessos seguiram, como os motores turboeixo T58 e T64, além dos turbojatos J85 e F404.
O TF39 foi o primeiro motor turbofan high-bypass a entrar em produção. O TF39 entrou na competição em 1964 para motorizar o C-5 Galaxy, junto com projetos semelhantes dos fabricantes Curtiss-Wright e Pratt & Whitney, sendo então vencedora no final da seleção em 1965. Este projeto levou ao desenvolvimento de um modelo civil, o CF6, oferecido para os projetos do Lockheed L-1011 e McDonnell Douglas DC-10. Entretanto, a Lockheed alterou mais tarde o motor para o Rolls-Royce RB211 e o DC-10 continuou a usar o CF6. Este sucesso, levou a vendas no mundo todo em muitas aeronaves, incluindo o Boeing 747.
Outro sucesso militar-para-civil foi quando a GE foi selecionada para fornecer os motores para o S-3 Viking e Fairchild Republic A-10 Thunderbolt II, desenvolvendo um pequeno motor high-bypass utilizando tecnologias do TF39. O motor resultante, denominado TF34, foi adaptado e se tornou o CF34, presente em uma grande variedade de aviões comercias regionais a jato voando atualmente.
No início da década de 1970, a GE também foi selecionada para desenvolver um motor turboeixo moderno para uso em helicópteros, o T700. Este motor foi um desenvolvimento de motores mais antigos, assim como o motor turboélice CT7, utilizado em aeronaves para transporte regional.

### Motores de aviões comerciais
Em 1974 a GE entrou em um acordo com a Snecma, da França, formando a CFM International para produzir em conjunto em novo motor turbofan de tamanho médio, o CFM56. Uma parceria de 50/50 foi formada com uma nova fábrica sendo construída em Evendale para produzir este modelo. No início, as vendas foram muito fracas e o projeto estava para ser cancelado. Apenas duas semanas antes disso acontecer, em Março de 1979, várias empresas selecionaram o CFM56 para remotorizar as frotas existentes de Douglas DC-8. Em Julho de 2010, a CFM International entregou seu 21 000º motor da família CFM56, com uma produção de 1.250 motores por ano, com um acúmulo de produção para mais quatro anos.
O sucesso da CFM levou à GE se juntar em várias parcerias similares, incluindo a Garrett AiResearch para o CFE CFE738, a Pratt & Whitney no motor Engine Alliance GP7000, e, mais recentemente, a Honda para o projeto de um turbofan pequeno como GE Honda Aero Engines. A GE também continuou a desenvolver suas próprias linhas, introduzindo modelos civis como o GE90 e projetos militares como o General Electric F110.

## Produtos

### Turbojatos
- J31 (I-A e I-16) (1942–45)
- J33 (I-40), produzido mais tarde pela Allison  (1945)
- J35, produzido mais tarde pela Allison (1946)
- J47 (1948)
- J79/CJ805 (1955)
- J85/CJ610 (1958)

### Turbofans com pós-combustão
- F101 (1970)
- F404 (1978) e o cancelado F412
- F110 (1984)
- F414 (1995)
- F136, com a Rolls-Royce (cancelado)

### Turbofans Low-bypass
- F118 (1989)
- YF120, cancelado, base para o F136 (1989)

### Turbofans leves
- CF700
- CFE738, com a Honeywell (1993)
- HF120, com a Honda (2003)
- TF34/CF34 (1972)

### Turbofans High-bypass
- TF39 (1968)
- CF6 (1970)
- CFM56/F108, com a Snecma (1982)
- GE90 (1994)
- GP7200, com a Pratt & Whitney (2006)
- GEnx (2007)
- LEAP-X, com a Snecma (2016)
- GE Passport (2016)
- GE9X (2018)

### Turboélices
- T700/CT7 (1970s)
- T31 (1940s)
- Walter/GE H80 (2008)
- GE93 Turboélice avançado (ATP) (2018)

### Propfans
- GE36 (1980s)

### Turboeixos
- T58 (1953)
- T64 (1964)
- T700/CT7 (1978)
- GE38 (2011), 1980s T407

### Propulsão de veículos
- LV100, com a Honeywell

### Industrial e propulsão marítima
- LM500 - 4.5 MW derivado do GE TF34
- LM1500 - 7.4 MW derivado do GE J79
- LM1600 - 15 MW derivado do GE F404
- LM2500 - 25-35 MW derivado do GE TF39 e do CF6-6
- LM5000 - 35 MW derivado do GE CF6-50
- LM6000 - 41-52 MW derivado do GE CF6-80C2
- LM9000 - 65 MW derivado do GE GE90-115B
- LMS100 - 100 MW derivado do GE LM6000